# تپه گورستان لیق
تپه قبرستان لیق مربوط به سده‌های اولیه و میانه دوران‌های تاریخی پس از اسلام است و در شهرستان گرمی، بخش مرکزی، دهستان اجارود غربی، روستای چونزه علیا واقع شده و این اثر در تاریخ ۱۲ شهریور ۱۳۸۶ با شمارهٔ ثبت ۱۹۴۰۶ به‌عنوان یکی از آثار ملی ایران به ثبت رسیده است.